# Пол Хоукинс
Пол Хоукинс (на английски: Paul Hawkins) е австралийски пилот от „Формула 1“, роден на 12 октомври 1937 г. в Мелбърн, Виктория, Австралия.

## Формула 1
Пол Хоукинс дебютира във Формула 1 през 1965 г. в Голямата награда на ЮАР, в световния шампионат на Формула 1 записва 3 участия като не успява да спечели точки. Състезава се за частен отбор на Брабам и отбора на Лотус.